# Kovács Imre (szolgabíró)
Kovács Imre (Arad, 1792. december 13. – Nagyvárad, 1862. június 25.) megyei szolgabíró,  a magyar gyorsírás egyik kifejlesztője.

## Élete
Kovács Mihály arad megyei táblabíró (a család 1754. január 2-án kapott nemesi levelet és eredetileg görögkeleti vallású volt, de utóbb áttért a görögkatolikus, majd a római katolikus vallásra) és nemes Cseh Magdolna fia. A gimnáziumot és jogot 1810-12-ben Nagyváradon végezte. 1816. július 1-jén Bihar megye esküdtnek, 1837. június 21-én a szalontai járásban első szolgabírónak választotta. 1838. június 12-én a főispáni helytartó központi szolgabíróvá nevezte ki. Az 1845. június 23-ai tisztújító közgyűlés fizetéses táblabírónak választotta; Fugyivásárhelyen (Bihar megye) birtokos volt. Levelezett Perecsényi Nagy Lászlóval a nyelvújításról és Kazinczy Ferenc híve volt.
Cikke a Tudományos Gyűjteményben (1821. XI. Stenographia, vagy a sebes, másképen a gyorsírás mestersége, Danzer német gyorsírásának fordítása, úttörő munka; a magyarban ő használja először a gyorsírás elnevezést stenographia helyett). Munkatársa volt 1841-42-ben a gróf Dessewffy Aurél által szerkesztett Világ c. politikai lapnak; írt költeményeket is (Szépliteraturai Ajándék 1821) sat.

## Munkái
- Zoltán házassága. A hajdani kor emlékét szentelő eredeti vitézi játék 4 felv. Nagyvárad, 1835. (A bejövő haszon, a tűz által károsított szalontai lakosok részére ajánltatik. Előszavában művét: silány gyümölcsnek mondja. Ism. Honművész 74. sz., 1836. 60. sz.)
- Népdal felséges császárunk és apostoli királyunk, Ferencz József urunk ő felségének és a felséges nejének Nagyvárad városábani megjelenésük alkalmára. Uo. 1857.

Kéziratban maradt színművei: Eleonora del Monti vagy egy vigyázatlanság rettenetes következése; érzékeny játék 4 felv. Lafontaine története után játékszinre alkalmazta; előadatott 1824. március 20-án Nagyváradon; Hetven év vér éje; ritka és mély hatású igaz történeti rajz 4 részben, előadatott 1837. jan. 15. szintén Nagyváradon és ápr. 8. Debrecenben. Irodalmi hagyatékában számos alkalmi s egyéb költemény, levelezése, napló- s jogi jegyzetek vannak; a Magyar Nemzeti Múzeumban: Unalmas óriában készült versei, midőn magamat a versezésben gyakoroltam, de nem boldogulván benne, már abba hagytam, ezeket tehát ha valamelyik valamit érne ide jegyzem, 4rét 11 lap (esküdt korában írta).